# Тереза Авільська
Тере́за А́вільська (ісп. Teresa de Ávila; також Тереза Ісуса ісп. Teresa de Jesus, Тереза де Аумада; 28 березня 1515, Готаррендура, Авіла — 4 жовтня 1582, Саламанка) — іспанська монахиня-кармелітка, містикиня, богословка, письменниця, католицька свята. Реформаторка Кармелітського ордену, засновниця орденської гілки «босих кармеліток». Одна з найосвіченіших жінок свого часу. Канонізована папою Григорієм XV (1622). Учитель Церкви (1970).

## Біографія
Народилася 28 березня 1515 року в кастильському містечку Готаррендура (провінція Авіла), у районі хребта Центральних Кордильєр, близько 100 км від іспанської столиці Мадрида, в родині Алонсо Санчеса де Сепедо та Беатріси Давіла-і-Аумади. Складна духовна сімейна спадщина (її дідусь був «мараном», новонаверненим — будучи юдеєм, прийняв хрещення) разом з проникливістю молодої Терези посприяли неабияким схильностям до духовних вправ та переживань. До того ж, поблизу будинку, де народилася Тереза, знаходився монастир Святого Томи, де зберігалась могила Томазо Торквемади. Натхненна вірою в потребу померти мученицькою смертю заради Євангелія, семирічна дівчинка разом з братом Родріґо втекла з дому. Такий крок не міг бути схвалений передусім її батьком, який не міг змиритися з тим, що дочка стане монахинею.
У 20 років Тереза пішла жити й молитися у Благовіщенський монастир Кармелітського ордену. Попри неабияке захоплення монастирськими справами та монашим життям, Тереза не витримувала психологічної напруги і сильно занедужала, навіть була паралізована. Більше того, деякий час у монастирі вважали, що вона вже померла, її колеги-монахині навіть викопали могилу для Терези. Але вона залишалася живою і врешті вилікувалася.
Тереза починає активно подорожувати Іспанією та засновувати нові обителі, нові «промінці на шляху до неба». Велику роль у житті та діяльності Терези зіграла зустріч з Хуаном Єпесом (Іван від Хреста) та Педро Алькантарським. Хуан запропонував Терезі здійснити ряд реформ, що мали б сприяти розвитку Ордену, наприклад, ідеал добровільної бідності, з яким Тереза погодилася (хоча й була із заможної родини). Вони стали називати себе «босоногими» (носили сандалі так, що здавалися босими), на противагу «взутим» кармелітам, які, як здавалося Терезі та Хуану, забули, для чого насправді вони прийшли в цей світ, і перетворили служіння вірі в засіб власного збагачення.
Тереза вважала, що інституції великих монастирів себе дискредитували остаточно, а майбутнє за невеличкими обителями, мережу яких потрібно розвивати щонайперше. «Босоногі», втім, вимагали, щоб їхні права були на рівні з «провладними» «взутими»; вимагали повернення їм власності, узурпованої «взутими». Таку реформу зовсім не сприймали нагорі. Терезу ненавидів папський клір, її називали жінкою-волоцюгою, яка, попри заповідь Павла про неприпустимість засновування церков без згоди Папи та попри настанову Павла «Жінки ваші нехай мовчать в церквах, бо не дозволено їм говорити, лише коритися, як каже закон», діяла як сама вважала за потрібне. Хуана було запроторено до в'язниці, Терезу примушували спалити всі духовні книги, які вона написала іспанською мовою.
Інквізиція таки примусила Терезу це зробити, хоча, як пише дослідниця Вінарова, це не могло завадити Терезі йти з її поглядом на віру. Нарешті після офіційного дозволу папи Пія IV обителі, засновані Терезою, змогли вийти з підпілля і розвиватися на рівних умовах з іншими великими монастирями. Правда, попри відкриття монастиря Святого Хосе в Авілі, місцева влада продовжувала протистояти реформаторам — Терезу було навіть ізольовано від її учнів на чотири місяці, аж поки король не видав указу зі своєю згодою на таку діяльність реформаторів.
Концепція добровільної бідності виявилася успішною, і керівники Кармелітського ордену, злякавшись масштабів цього явища, вирішили обмежити Терезу в діях і влаштували їй «карантин»: наказали жити в одній обителі й не засновувати нових. Тереза змогла доповісти про це папі, який був вимушений надати «босоногим» реформаторам статус окремої церковної організації.
Тереза Авільська писала свої твори за принципом «пишу те, що говорю». Найвідомішими її творами є «Книга мого життя» (автобіографія), «Книга основ», «Внутрішній замок (Обителі)», «Шлях до досконалості», «Роздуми над Піснею Пісень», крім того, вона писала духовні листи та вірші (варіації народних пісень).
Померла 4 жовтня 1582 року в Саламанці.

### Канонізація
Тереза Авільська є феноменом європейської містично-богословської думки. Урешті її визнала і світська, і церковна влада. Папа Павло V у 1614 році беатифікував її, а папа Григорій XV в 1622 році канонізував. Крім того, її вважають покровителькою Іспанії та Хорватії.

## Творча спадщина
Творча спадщина Терези Авільської просякнута духом містицизму, основний характер якого є надрелігійним, адже в своїх творах вона не обмежується суто християнським баченням містичного життя і, як зазначає дослідниця Жульєна Мак-Лін, вбирає у себе традиції релігійного символізму християн, юдеїв, мусульман. Крім того, простежуються деякі схожості з суфійськими містичними традиціями.
У цьому контексті найвизначнішим твором є «Внутрішній замок» (написаний в 1577 році під час перебування в монастирі міста Толедо), де можна побачити заклики до самопізнання, що в свою чергу притаманне епосі Відродження. «Пізнати себе вкрай важко, і мені б хотілося, щоби ви робили це без упину», «Поглянімо на власні гріхи та забудемо про чужі», — так вона писала дещо в дусі антропоцентризму. Самопізнання виступає постійним процесом руху до Бога. В той самий час вона визнає нікчемність людини без «замку», яким є Бог.
Першій етап являє собою подавлення власного ego, здійснюється зазвичай під керівництвом духовного наставника, який уводить в курс справи. Другий — етап очищення, коли особистісне ego остаточно помирає, тобто звільняється від будь-яких особистісних перепон на шляху до «замку». Третій етап — етап заглиблення у власний внутрішній світ, відчуження від зовнішнього, мінливого. Протягом четвертого етапу починається процес сприйняття Богом, тобто душа починає мандрувати, піднесена Божою благодаттю. Тут відбувається процес трансформації душі, виникає всезагальна любов та благоговіння. Проходження п'ятого порогу — процес доторкання до святості, як пише Тереза: «Солодка смерть, відривання душі від усього земного, адже, щоб стати ближчою до Бога, душа повинна віддалятися від тіла». Наступний, шостий поріг є продовженням освячення, який відбувається шляхом неабияких випробувань заради Божественної Любові, яку внаслідок таких випробовувань починає бачити і сприймати власна душа. Останній, сьомий етап, — процес остаточного злиття, містичного єднання. При цьому відбувається останній етап як самопізнання, так і пізнання Бога, який відкривається у вигляді своє любові, у вигляді Божественного Шлюбу. У автобіографії («Книга мого життя») вона описує, як отримала дар містичного досвіду — трансверберації (в довільному перекладі з іспанської — просякнення), мовляв, вогненний херувим влучив їй в серце стрілою, що дарувало їй таке знання й здібності.
Як пише Антоніо Сікарі, Тереза прийшла до розуміння потреби споглядати Бога через усвідомлення своєї тотальної нікчемності та навіть вважала, що всі біди на світі є причиною її власного зла. Тому вона закликала до того, щоб кожен зробив все можливе заради позбування цього зла, яке є причиною не бачення істини, не бачення Бога. В «Книзі основ» Тереза Авільська описує свою велику справу, якою вона займалася ледь не все своє життя — відкриттям нових общин на території Іспанії та реформа Ордену Кармелітів. У творі «Шлях до досконалості» вона дає настанови того, як потрібно молитись та служити Богу.